# Canindé (futebolista)
Márcio Caetano Alves, mais conhecido como Canindé (Canindé de São Francisco, 7 de dezembro de 1980), é um ex-futebolista brasileiro, que atuava como meia.

## Carreira
Natural da cidade de Canindé de São Francisco, no interior de Sergipe — daí saiu a origem do apelido —, Canindé surgiu na base do Santos em 1999, quando chegou do Guarany-SE.
Habilidoso e dono de dribles curtos, sua primeira experiência como profissional, entretanto, aconteceu pelo Peixe, quando fez parte do elenco campeão revelado pelo clube, no final da década de 1990.
No Santos, quando surgiu para o cenário nacional, a expectativa era de que Canindé fosse arrebentar. Canhoto, ele subiu para os profissionais com "status" de promessa. Porém, a expectativa não foi confirmada. Principalmente porque a geração seguinte contou com concorrentes de peso: na época, o meia-atacante tinha a concorrência de Diego, Elano e Robinho, e acabou não se firmando na equipe da Vila Belmiro. Com os novos garotos em evidência, o sergipano foi deixado para segundo plano.
Na temporada de 2000, participou, mesmo que de forma apagada, da péssima campanha do Santos no Campeonato Brasileiro. A equipe paulista ficou na 14.ª colocação da fase classificatória, não conseguindo passar para a segunda fase, mesmo com doze equipes se classificando. Canindé participou de três jogos, nenhum deles como titular, não levou cartões ou fez gols. Ainda em 2000, assim como no Brasileirão, Canindé participou discretamente da campanha do Santos na Copa do Brasil.
Já em 2001, participou da fraca campanha santista no Campeonato Brasileiro. O Santos nem sequer passou para a segunda fase da competição, ficando na 15.ª colocação. Canindé participou de quinze jogos, levou um cartão amarelo e marcou um gol.
Mesmo sem muito espaço, participou do elenco que conquistou o Brasileirão de 2002. Entretanto, com a concorrência da geração de Robinho e Diego, não encontrou mais espaço e, quando apareceu uma proposta vinda do Paulista, os dirigentes santistas liberaram-no. Lá, ele foi o destaque do time que conquistou o vice-campeonato paulista de 2004, perdendo a final contra o São Caetano, de Mineiro, Marcinho e Muricy Ramalho.
Após as atuações destacadas no Galo do Japi, Canindé foi contratado pelo Paraná para disputar o Brasileiro, mas não conseguiu repetir o mesmo desempenho. Mesmo assim, ajudou o Paraná a não ser rebaixado para a Série B do Campeonato Brasileiro. Canindé participou de 25 partidas, fez um gol e levou quatro cartões amarelos.
Na temporada seguinte, transferiu-se ao São Caetano. Na ocasião, teve como treinador Zetti. Foram quase três anos no clube do ABC. No começo, ele até que foi bem, mas aos poucos acabou caindo nos esquecimento.
Já com a carreira em declínio e próximo de completar 28 anos, o meia foi contratado em 2008 pelo Criciúma, onde foi vice-campeão catarinense. Ainda defendendo o Criciúma, o meia acabou rebaixado para a terceira divisão nacional. No mesmo ano, defendeu o Santa Cruz por alguns meses, mas também sem muito sucesso.
Em 2009, o jogador atuou pelo Vila Nova. Durante a Série B, entretanto, acabou perdendo espaço e nem sequer estava sendo relacionado ao final do torneio. Em alguns jogos, Canindé não foi sequer relacionado para o banco de reservas; em outros, teve chance na lateral esquerda e também não rendeu.
Em 2010, ele tentou começar uma nova fase no Linense, ajudando o clube a alcançar a segunda colocação na primeira fase da Série A2 do Campeonato Paulista, classificando-se para a segunda fase da competição. Nessa fase, sua equipe foi campeã do grupo B, garantindo a promoção para a principal divisão do futebol paulista — posteriormente, o clube também ficou com o título da divisão de acesso. Ainda em 2010, participou da vergonhosa campanha do Remo na Série D do Campeonato Brasileiro. E, por causa disso, foi eleito pelo radialista e comentarista Carlos Ferreira em sua coluna no jornal O Liberal como um dos dois piores meias que jogaram no Pará em 2010.
Em 2011, quase conseguiu o acesso para a Série A1 do Campeonato Paulista enquanto defendia o Monte Azul. Disputou nove jogos, sendo sete como titular, atuou por 646 minutos, levou quatro cartões amarelos e um vermelho.
Em 2013, com 32 anos e passagens por clubes famosos do futebol brasileiro, atuou durante a Série A2 do Campeonato Sergipano, pelo Canindé, jovem clube de sua cidade natal.
Já em 2016, Canindé disputou o Campeonato Sergipano Série A-1 pelo Guarany-SE, de Porto da Folha.

## Títulos
Santos
- Campeonato Brasileiro: 2002[13]

Linense
- Campeonato Paulista — Série A2: 2010